# Carlos Miloc
Carlos Miloc Pelachi (Montevideo, 9 de febrero de 1932-Monterrey, México; 25 de febrero de 2017) fue un futbolista y entrenador uruguayo que jugaba como centro delantero y era apodado El Tanque. La mayor parte de su carrera dirigió equipos mexicanos: entre otros, al Club Deportivo Guadalajara, a los Tigres de la UANL; Tiburones Rojos de Veracruz, Diablos Blancos de Torreón, Tuzos de Pachuca, Tecos de la UAG, Correcaminos de la UAT y al Club América; también dirigió a CSD Comunicaciones, de Guatemala, y a la selección de fútbol de ese país.

## Jugador
Inició su carrera como futbolista cuando formó parte de la Selección Juvenil de Uruguay en 1949, pero debutó como jugador profesional hasta el año de 1950 con el Nacional de Montevideo, donde permaneció hasta 1954 cuando se marcha a Colombia donde jugó con el Corporación Nuevo Cúcuta Deportivo hasta 1956 cuando se muda a México donde jugaría para equipos como Morelia, Irapuato, León.
Durante su estancia como jugador en México, logró ser subcampeón de Copa México con el Morelia en la temporada 1957-58. El Colegio de Árbitros de México le otorgó la distinción de ser el "Jugador más Caballeroso", presea que fue entregada por única vez. Se despidió como jugador en la temporada 1968-69 militando en el Irapuato, temporada en la que marcó 3 goles.
Clubes como jugador
- 1950-1954  Nacional
- 1954-1956  Nuevo Cúcuta
- 1956-1958  Club Atlético Morelia
- 1958-1968  León
- 1968-1969  Irapuato

## Entrenador
Al poco tiempo empezaría su trayectoria como entrenador en el país que lo vio retirarse, se inició en la temporada 1969-70 con el Irapuato, entrenó al Pachuca en 1970-71 y al Torreón en la temporada 1972-73. En 1973 pasa a dirigir a los Tiburones Rojos de Veracruz, y en la temporada 1974-75 le dan la dirección técnica del San Luis Fútbol Club de la Segunda división mexicana llevándolo hasta el título y el ascenso en la
temporada 1975-76. Permaneció en la institución potosina para la temporada 1976-77 llevando al equipo a disputar la liguilla, sorpresa por ser un equipo recién ascendido a la Primera división mexicana.
En 1977 es contratado por los Tigres de la UANL, y logró el título de la temporada 1977-78, dándole por primera vez en su historia un título de líga a un equipo del estado de Nuevo León, en esa temporada recibió los 3 trofeos más importantes del fútbol mexicano como el mejor director técnico, "El Balón de Plata" otorgado por los cronistas deportivos de la Ciudad de México; "El Heraldo" otorgado por un reconocido diario y el "Citlalli" que es concedido por la Federación Mexicana de Fútbol. El siguiente año permaneció en el equipo y logró llevarlos hasta la semifinal.
En la temporada 1979-80 pasó a dirigir al Club Deportivo Guadalajara donde después de lograr 38 puntos (11 ganados, 16 empatados, 11 perdidos), no logró clasificar al Guadalajara a la ronda final por lo que fue sustituido por Diego Mercado.
Llegó a los Tecos de la UAG en la temporada 1980-81, donde logró un récord de 20 jornadas sin perder, se obtuvo el liderato en la tabla general de posiciones con 51 puntos y una diferencia de goles de +21, pero  en la liguilla final el equipo fue descalificado.
En la temporada 1981-82 llega de nueva cuenta a Tigres, logrando una vez más el título con el cuadro felino, La siguiente campaña (1982-83) siguió en Tigres pero después de 3 partidos sería distituido, para la temporada 1983-84 pasó al Tampico Madero Fútbol Club donde estuvo hasta la 1984-85. En la temporada 1988-89 dirigió a los Correcaminos de la UAT, y en la temporada 1989-90 en 16 fechas entrenó al Cobras de Ciudad Juárez.
Llegó a la dirección técnica del América, y con el equipo lograría ganar la Copa de Campeones de la CONCACAF en 1991 y la Copa Interamericana. En 1995 dirigió a Atlético Morelia un solo partido y al año siguiente 1996 entrenó al Club León llevándolo a la liguilla.
Después de su paso por México, decide irse a dirigir a Guatemala. Llega al CSD Comunicaciones, donde junto a José Casés y Walter Ormeño, logran ganar cuatro títulos de liga. El primero en la temporada 1996-97; el segundo en 1998-99, el tercero en el Apertura 1999 y el último, el clausura 2000.
Debido a su buena actuación al mando del Comunicaciones fue convocado a dirigir la Selección de fútbol de Guatemala en la Copa de Oro de la CONCACAF 2000 en Los Ángeles, donde la selección guatemalteca únicamente logró un empate ante México. Dirigió también en las eliminatorias a la Copa Mundial de Fútbol de 2002, pero después de 3 encuentros dejó el mando.
Clubes como director técnico
- 1969-1970  Irapuato
- 1970-1971  Pachuca
- 1972-1973  Torreón
- 1973-1974  Veracruz
- 1974-1977  San Luis FC
- 1977-1979  Tigres UANL
- 1979-1980  Guadalajara
- 1980-1981  Tecos UAG
- 1981-1983  Tigres UANL
- 1983-1985  Tampico Madero
- 1988-1989  Correcaminos
- 1989-1990  Cobras
- 1990-1992  América
- 1995-1995  Morelia
- 1996-1996  León
- 1996-2000  Comunicaciones
- 2000-2002  Guatemala

## Palmarés

### Como entrenador

#### Campeonatos nacionales
| Título           | Club           | Sede      | Año     |
| ---------------- | -------------- | --------- | ------- |
| Primera División | Tigres UANL    | México    | 1977-78 |
| Primera División | Tigres UANL    | México    | 1981-82 |
| Liga Nacional    | Comunicaciones | Guatemala | 1996-97 |
| Liga Nacional    | Comunicaciones | Guatemala | 1998-99 |
| Liga Nacional    | Comunicaciones | Guatemala | 1999    |
| Liga Nacional    | Comunicaciones | Guatemala | 2000    |

#### Campeonatos internacionales
| Título                  | Club    | Sede   | Año   |
| ----------------------- | ------- | ------ | ----- |
| Copa Campeones CONCACAF | América | México | 1991* |
| Copa Interamericana     | América | México | 1991  |

* Dirigió únicamente el juego de vuelta de la final

## Vida personal y muerte
Miloc pasó sus últimos días en San Nicolás de los Garza, Nuevo León, México en donde vivía. Era columnista para el Grupo Reforma y asesor del club Tigres.